# Дунино (Рязанская область)
Дунино — деревня в Клепиковском районе Рязанской области. Входит в состав Болоньского сельского поселения.

## География
Находится в северной части Рязанской области на расстоянии приблизительно 10 км на запад-северо-запад по прямой от районного центра города Спас-Клепики.

## История
На карте 1850 года показана как поселение с 30 дворами). В 1859 году здесь (тогда деревня Рязанского уезда Рязанской губернии) было учтено 30 дворов, в 1897 — 55. 

## Население
Численность населения: 261 человек (1859 год), 385 (1897), 28 в 2002 году (русские 96%), 9 в 2010.